# Juan Carrillo
Juan Carlos Carrillo Palacio (* 10. Oktober 1992 in Barranquilla, Kolumbien) ist ein kolumbianischer Profiboxer im Halbschwergewicht.

## Amateurkarriere
Seine größten Erfolge im Nachwuchsbereich waren der Gewinn einer Bronzemedaille bei den Jugend-Weltmeisterschaften 2010 in Baku und der Gewinn der Silbermedaille bei den Olympischen Jugend-Sommerspielen 2010 in Singapur. Beide Erfolge erzielte er im Mittelgewicht.
Bei den Erwachsenen wurde er mehrfacher kolumbianischer Meister, gewann jeweils die Silbermedaille bei den Bolivarian Games 2013 und den Zentralamerika- und Karibikspielen 2014, sowie jeweils eine Bronzemedaille bei den Panamerikameisterschaften 2015 und den Panamerikanischen Spielen 2015. Bei den Weltmeisterschaften 2015 schied er in der Vorrunde gegen Hrvoje Sep aus.
Im Juli 2016 gewann er das Olympia-Qualifikationsturnier in Venezuela mit Siegen gegen Petar Mauković, Petru Ciobanu, Mateusz Tryc und Hassan N’Dam N’Jikam, womit er einen Startplatz bei den Olympischen Spielen 2016 in Rio de Janeiro erhielt. Bei Olympia unterlag er dann im Achtelfinale gegen Mathieu Bauderlique.
Insgesamt gewann er 388 von 411 Amateurkämpfen.

### World Series of Boxing
Juan Carillo boxte 2016 für das Team Puerto Rico Hurricanes und 2017 für die neugegründete kolumbianische Mannschaft Colombia Heroicos in der World Series of Boxing Nachdem er 2016 mit den Puerto-Ricanern noch in der Gruppenphase gescheitert war, erreichte er 2017 mit den Kolumbianern das Halbfinale, wo sie gegen das kubanische Team Cuba Domadores unterlagen.

## Profikarriere
Im Januar 2019 wurde Carrillo vom US-Promoter Lou DiBella unter Vertrag genommen und gewann sein Profidebüt am 17. Mai 2019 in Miami.